# Toute à toi
Pour plus de détails, voir Fiche technique et Distribution.
Toute à toi (Nice Girl?) est une comédie musicale américaine réalisée par William A. Seiter, sortie en 1941.

## Synopsis
Herbert, un facteur fouineur qui lit le courrier de tout le monde, distribue le courrier à la maison des Dana et en particulier à Cora, la bonne dont il est amoureux. Sylvia et Nancy Dana, se font courtiser par tous les garçons avec leur sœur Jane qui est la gentille fille. Son père essaie d'écrire un livre sur les régimes alimentaires et le teste sur des lapins, tandis que Don Webb, son petit ami, est un passionné de voitures.
Un jour, Richard Calvert rend visite aux Dana pour étudier ce que le professeur pratique avec les lapins et les trois filles s'éprennent instantanément de lui et font tout pour l'impressionner. La famille se réunit, Jane jouant du piano et chantant, accompagnée par Oliver, Nancy et Sylvia.
Il y a une célébration du 4 juillet au cours de laquelle Oliver Dana fait un discours. Après un peu de danse, Don prête la voiture à Jane pour emmener Richard à la gare, mais elle décide d'arrêter d'être une gentille fille et le conduit à New York. Lorsqu'ils arrivent là-bas, elle se change pour mettre des vêtements qui appartiennent à la sœur de Richard, puis joue une chanson au piano et Richard descend pour la voir la voit au piano. Voyant que sa stratégies ne fonctionne pas, elle quitte sa maison et rentre chez elle en voiture, toujours vêtue du pyjama de la sœur de Richard. Elle arrive en ville, mais la voiture tombe en panne d'essence et elle réussit à réveiller tout le voisinage. Ils voient tous qu'elle n'est plus une gentille fille et les rumeurs commencent à courir instantanément. Jane s'enferme dans sa chambre jusqu'à ce que son père lui remette un télégramme de la part de Richard.
Jane décide de faire face à la musique et de se rendre à la soirée de bienfaisance au profit du Mouvement international de la Croix-Rouge et du Croissant-Rouge, mais elle ne se rend pas compte que tout le monde pense qu'elle et Richard sont fiancés. Elle chante "Beneath the Lights of Home" à la soirée. Tout le monde la félicite ensuite pour ses fiançailles, mais elle pense qu'ils se moquent d'elle. Elle va voir Don pour se réconforter, et il est d'accord pour dire que tout cela est absurde, et que, bien sûr, Richard n'irait pas avec elle. Jane se met en colère et décide de le montrer à Don. Elle lui dit qu'elle est fiancée à Richard, et Don s'en va. Juste à ce moment-là, Oliver et Richard arrivent au gala. Ils félicitent le professeur Oliver (pour les fiançailles de sa fille avec Richard Calvert), mais il est confus et pense qu'ils le félicitent pour avoir obtenu sa bourse. Jane les intercepte et dit à Richard que tout le monde pense qu'ils sont fiancés. Ils simulent une grande dispute afin de pouvoir rompre leurs fiançailles.
Pendant ce temps, Don s'est engagé dans l'armée, et Jane va le voir pour lui expliquer ce qui s'est passé. Quand elle part, Don lui dit qu'il l'aime. Ils s'embrassent (hors-champ), puis elle se rend à un kiosque à musique et chante la chanson "Thank You America" pour la foule de la base militaire.

## Fiche technique
- Titre original : Nice Girl?
- Titre français : Toute à toi
- Réalisation : William A. Seiter
- Scénario : Richard Connell et Gladys Lehman
- Costumes : Vera West
- Photographie : Joseph A. Valentine
- Montage : Bernard W. Burton
- Musique : Frank Skinner
- Production : Joe Pasternak
- Société de production : Universal Pictures
- Société de distribution : Universal Pictures
- Pays d’origine :  États-Unis
- Langue : anglais
- Format : noir et blanc – 35 mm – 1.37:1 - mono (Western Electric Recording)
- Genre : comédie musicale
- Durée : 91 minutes
- Dates de sortie :
  - États-Unis : 21 février 1941
  - France : 15 janvier 1947

## Distribution
- Deanna Durbin : Jane Dana
- Franchot Tone : Richard Calvert
- Walter Brennan : Hector Titus
- Robert Stack : Don Webb
- Robert Benchley : Prof. Oliver Dana
- Helen Broderick : Cora Foster
- Ann Gillis : Nancy Dana
- Anne Gwynne : Sylvia Dana
- Elisabeth Risdon : Martha Peasley
- Nana Bryant : Mary Peasley
- Georgie Billings : Pinky Greene
- Tommy Kelly : Ken Atkins

Acteurs non crédités
- Edmund MacDonald : un capitaine
- Dorothy Vaughan : une commère